# Boissaye
Automobiles Boissaye war ein französischer Hersteller von Automobilen.

## Unternehmensgeschichte
Das Unternehmen aus Paris begann 1904 mit der Produktion von Automobilen. Im gleichen Jahr endete die Produktion bereits wieder.

## Fahrzeuge
Das Unternehmen stellte mehrere Modelle her. Namentlich genannt ist das Modell 12/15 CV. Für den Antrieb sorgte jeweils ein Vierzylindermotor von Mutel. Zur Verfügung standen Motoren von 12 PS bis 45 PS Leistung. Die Motoren waren vorne im Fahrzeug montiert und trieben über eine Kardanwelle die Hinterachse an.